# Грабар-Китарович, Колинда
Колинда Грабар-Китарович (хорв. Kolinda Grabar-Kitarović; род. 29 апреля 1968, Риека, СФРЮ) — хорватский государственный и политический деятель, президент Хорватии с 19 февраля 2015 по 18 февраля 2020 года.
Министр европейской интеграции Хорватии (2003—2005), министр иностранных дел и европейской интеграции Хорватии (2005—2008), посол Хорватии в США (2008—2011), помощник генерального секретаря НАТО по вопросам публичной дипломатии (2011—2014).

## Биография
Колинда Грабар родилась в Риеке. Воспитывалась в небольшой деревне к северу от города, где её семья имела магазин и хозяйство. Училась на отлично, сумела выучить трудную для неё, носителя чакавского говора, штокавицу, а в 17 лет выиграла грант на обучение в США, где выучила английский язык, а потом, хотя у неё и оставались тогда проблемы с произношением литературного хорватского языка, окончила школу в Хорватии. Колинда Грабар получила степень магистра в области международных отношений факультета политических наук Университета Загреба. Она была также стипендиатом Программы Фулбрайта в Университете Джорджа Вашингтона, стипендиатом Луксич в Школе государственного управления им. Кеннеди Гарвардского университета, и приглашённым научным сотрудником в Школе углубленных международных исследований (SAIS) имени Пола Г. Нитце Университета Джонса Хопкинса в Вашингтоне. Начала карьеру в 1992 году в должности советника департамента международного сотрудничества министерства науки и технологии Хорватии, и позднее — советника в министерстве иностранных дел Хорватии.
В 1995 году Грабар стала директором североамериканского департамента МИД страны. С 1997 до 2000 она работала дипломатическим советником и заместителем посла в посольстве Хорватии в Канаде. Затем она вернулась в МИД как советник-посланник.
В ноябре 2003 года Грабар-Китарович была избрана в парламент Хорватии, а в декабре 2003 года она заняла пост министра по вопросам европейской интеграции. В феврале 2005 года приняла присягу в качестве министра иностранных дел Хорватии, и её основной задачей стало направление страны в Европейский Союз и НАТО.
Была послом Хорватии в США (2008—2011). Колинда Грабар-Китарович вступила в должность заместителя Генерального секретаря НАТО по вопросам публичной дипломатии 4 июля 2011 года. Является специалистом по евроатлантической дипломатии и вопросам безопасности.
Помимо чакавского наречия своей деревни и литературного хорватского, владеет английским, испанским и португальским языками.
На президентских выборах в декабре 2014 года баллотировалась от основной оппозиционной партии страны ХДС, вышла во второй тур, вплотную приблизившись к лидеру гонки — действующему президенту Йосиповичу. 11 января 2015 года победила во втором туре выборов президента Хорватии, получив 50,42 % голосов избирателей, став первой женщиной-президентом в истории Хорватии.
15 февраля 2015 года Колинда Грабар-Китарович вступила в должность президента Хорватии. В мае 2016 года Грабар-Китарович посетила Тегеран по приглашению Президента Ирана Хасана Рухани. Рухани призвал Хорватию в качестве переговорщика для связи Ирана с Европой. Оба президента подтвердили наличие добрых отношений между их странами и подписали соглашение об экономическом сотрудничестве.
По данным опроса, проведенного в мае 2016 года, 47 % граждан не одобряют работу Колинды, в то время как 45 % одобряют. В марте 2016 года, её работа была одобрена более чем половиной (52 %) населения. Тем не менее, она по-прежнему остаётся самым популярным политиком Хорватии с 57 %, в то время как премьер-министр Тихомир Орешкович — второй по популярности (55 %).
На президентских выборах, прошедших в декабре 2019 — январе 2020 года, проиграла Зорану Милановичу.

## Личная жизнь
Колинда Грабар-Китарович замужем за Яковом Китаровичем с 1996 года. Со своим будущим мужем Яковом Китаровичем Колинда познакомилась в 1989 году в Загребском университете, у них двое детей: дочь Катарина (родилась 23 апреля 2001 года), которая занимается фигурным катанием (чемпионка среди юниоров в Хорватии), и сын Лука (родился 2003).
Колинда Грабар-Китарович — католичка и заявляла о своей приверженности к традиционным христианским ценностям.
В интервью на национальном радио Колинда Грабар-Китарович заявила, что её любимый певец — Марко Перкович.